# Malthodes robustipygus
Malthodes robustipygus là một loài bọ cánh cứng trong họ Cantharidae. Loài này được Wittmer miêu tả khoa học năm 1997.